# Rastenfeld
Rastenfeld – gmina targowa w Austrii, w kraju związkowym Dolna Austria, w powiecie Krems-Land. Według Austriackiego Urzędu Statystycznego liczyła 1 422 mieszkańców (1 stycznia 2014).